# 慕容佐
慕容佐（4世纪—？），后燕宗室，带方王。
燕元二年（385年）正月，慕容佐与宁朔将军平规一起攻打前秦幽州刺史王永镇守的蓟城，王永兵屡败。二月，王永让宋敞火烧和龙及蓟城宫室，率众三万奔壶关，慕容佐等入蓟。
闰五月，后燕皇帝慕容垂命慕容佐镇守龙城，又任为平北将军。六月，高句丽入寇辽东，慕容佐遣司马郝景率众相救，为高句丽所败，辽东、玄菟失守。
十一月，平州刺史慕容佐被改为镇守平郭。
廖基添《慕容农与后燕兴衰——以“列人集团”为中心的考察》指出慕容垂子慕容农于385年八到十一月急行军到龙城的首要目的是排挤血统疏远的慕容佐，讨伐叛将余岩和十一月进讨高句丽收复辽东、玄菟只是幌子。